# Remme
Remme, artiestennaam van Remme ter Haar is een Nederlandse singer-songwriter.

## Biografie
Ter Haar is geboren en getogen in Eindhoven en kwam doordat zijn vader als hobby gitaar speelde vanaf jonge leeftijd in aanraking met het maken van muziek. Op twaalfjarige leeftijd begon hij met het nemen van gitaarlessen bij Isa Azier, de broer van de zanger Thomas Azier. Die moedigde hem aan om te beginnen met het schrijven van nummers. Toen Azier verhuisde naar Berlijn, stopte de lessen van Ter Haar ook. Hij werd echter een jaar later door Azier uitgenodigd om in zijn studio muziek op te gaan nemen. Hij werd gescout en tekende een contract bij de Duitse tak van label Universal. Eind 2017 stond hij in het voorprogramma bij een Nederlandse tour van Thomas Azier. In de jaren erna stond hij ook in het voorprogramma van Kovacs en James Morrison.
De zanger verhuisde Berlijn om te blijven samenwerken met Isa Azier en bracht in januari 2020 zijn debuut-single Get Older uit. Deze single bereikte de achttiende positie in de Tipparade van de Nederlandse Top 40. In dezelfde maand trad hij ook op op muziekfestival Noorderslag. Een maand later werd hij bij radiozender NPO 3FM uitgeroepen tot 3FM Talent. Hij bracht in 2020 verder nog de singles Hunger, Lose Touch, Ghosts en Bittersweet uit.
Het jaar erop had de artiest in Nederland succes met zijn single The Moment. Deze werd bij radiozender NPO Radio 2 uitgeroepen tot TopSong en tot 538 Favourite bij Radio 538. Het lied werd ook gekozen als openingsnummer voor Studio Europa, het dagelijkse NOS-programma over het EK voetbal 2020. Ook was er succes in de hitlijsten. Het kwam tot de 21e positie van de Nederlandse Top 40 en tot de 71e plek van de Single Top 100. Hij werd in 2021 verkozen tot Spotify RADAR-artiest, waardoor hij door muziekplatform Spotify extra belicht werd. Zo werd hij onder andere getoond op de billboards op Times Square. Door internationaal muziektijdschrift Rolling Stone werd mede door die verkiezing zijn single Popstar uitgelicht. Eind 2021 tourde de artiest door Nederland.
Begin 2022 stond de artiest weer op ESNS, maar ditmaal op Eurosonic. Hij bracht enkele singles in dat jaar uit, waaronder Half a World Away, een samenwerking met Clara Mae. Hij stond ook in begin 2022 in het voorprogramma van Amy Macdonald in poppodium 013. In het festivalseizoen was hij te vinden op Raadpop en Pinkpop. In het najaar van 2022 bracht hij de ep Missing Home uit en deed hij opnieuw een tour door Nederland. 
2023 was een enigszins stil jaar voor de artiest. Hij was enkel te horen op het lied Somebody to Miss in samenwerking met Pascal Letoublon en David Puentez en had in het najaar een nieuwe tour in Nederland. Begin 2024 kwam hij met de single Heat.

## Discografie

### Nummers met notering(en) in een hitlijst
| Lied       | Verschijnen     | Album | Hitlijsten  | Hitlijsten  | Hitlijsten   | Hitlijsten   | Opmerkingen       |
| Lied       | Verschijnen     | Album | NL (Top 40) | NL (Top 40) | NL (Top 100) | NL (Top 100) | Opmerkingen       |
| Lied       | Verschijnen     | Album | Piek        | Weken       | Piek         | Weken        | Opmerkingen       |
| ---------- | --------------- | ----- | ----------- | ----------- | ------------ | ------------ | ----------------- |
| Get Older  | 17 januari 2020 | —     | tip18       | —           | —            | —            |                   |
| The Moment | 11 juni 2021    | —     | 21          | 8           | 71           | 8            | Goud in Nederland |